# Овсянникова, Юлия Сергеевна
Ю́лия Серге́евна Овся́нникова (Шишкина) (род. 4 июня 1987, Саратов) — российская спортсменка, многократный призёр летних Паралимпийских игр по настольному теннису.

## Награды
- Медаль ордена «За заслуги перед Отечеством» I степени (30 сентября 2009 года) — за большой вклад в развитие физической культуры и спорта, высокие спортивные достижения на XIII Паралимпийских летних играх 2008 года в городе Пекине (Китай).[1]
- Медаль ордена «За заслуги перед Отечеством» II степени (1 ноября 2007 года) — за заслуги в развитии физической культуры и спорта и многолетнюю добросовестную работу[2]
- Почётная грамота Президента Российской Федерации (10 сентября 2012 года) — за большой вклад в развитие физической культуры и спорта, высокие спортивные достижения на XIV Паралимпийских летних играх 2012 года в городе Лондоне (Великобритания).[3].
- Заслуженный мастер спорта России (2004).